# Ardis II
 Ardis  foi o segundo rei da Dinastia Mermnada que reinou na Lídia. O seu reinado durou desde 644 a.C. até a aproximadamente 625 a.C.

## Contexto histórico
Ardis era filho de Giges, que havia assassinado o rei anterior Candaules e casado com sua esposa.

## Política exterior
Ardis continuou a política exterior do seu pai. Ao pagar tributo ao rei da Assíria Assurbanípal (668 a.C. – 631 a.C.), recebeu deste apoio na guerra contra os Cimérios. Ao mesmo tempo que fazia guerra aos Cimérios, tratou também de conquistar as cidades gregas da costa da Oeste da Ásia Menor.
Segundo o historiador grego Heródoto de Halicarnasso, Ardis reinou durante 49 anos. Ardis capturou Priene e lutou contra Mileto, porém sua capital Sardis foi tomada, com exceção da cidadela, pelos cimérios.
A Assíria estava em declínio depois da perda do Egito em 664 a.C. no entanto não parece possível que os Cimérios fossem capazes de aproveitar a conjuntura para penetrar de novo na Lídia.
Colaborando com o seu antigo inimigo, Ardis permitiu aos Milésios fundar novas cidades nas orlas meridionais do Mar Negro, as quais pagavam tributo ao rei lídio. Uma destas cidades, Abidos (actual Çanakkale), foi uma das mais conhecidas.

## Numismática
Foi possivelmente durante o reinado de Ardis que os lídios começaram a cunhar moeda. Practicamente todas as moedas tem na sua face um leão, o que permite assumir que este animal era o Símbolo Heráldico da Dinastia Mermnada.

## Descendentes
Ardis teve um filho, Sadiates II, que foi seu sucessor. E uma filha chamada Lide.
De igual forma que seu pai, Ardis foi enterrado no cemitério real de Bin Tepe, nas proximidades de Sardes.